# 生年別推理作家一覧 1920年代
生年別推理作家一覧 1920年代は、1920年代生まれの推理作家の生年別一覧である。
日本で活動する推理作家および、日本語訳のある日本以外の推理作家名を掲載する。また、推理小説にゆかりの深い翻訳家、評論家、編集者名も併せて掲載する。

## 1920年生
日本
- 高木彬光
- 多岐川恭
- 中薗英助

アメリカ
- アイザック・アシモフ

イギリス
- P・D・ジェイムズ
- エルストン・トレヴァー
- ディック・フランシス

## 1921年生
日本
- 飛鳥高
- 幾瀬勝彬
- 北洋
- 小峰元
- 新谷識
- 登史草兵
- 藤原審爾
- 由良三郎

アメリカ
- パトリシア・ハイスミス

イタリア
- レオナルド・シャーシャ

インド
- サタジット・レイ

スイス
- フリードリヒ・デュレンマット

ドイツ
- ハインツ・G・コンザリク

## 1922年生
日本
- 狩久
- 中井英夫
- 山田風太郎

アメリカ
- シャーロット・マクラウド

## 1923年生
日本
- 藤本泉

アメリカ
- C・M・コーンブルース
- アヴラム・デイヴィッドスン
- トマス・フラナガン

キューバ
- ベゴーニャ・ロペス

## 1924年生
日本
- 黒岩重吾
- 陳舜臣
- 長井彬
- 広瀬正
- 藤村正太（川島郁夫）
- 山沢晴雄

アメリカ
- マイクル・コリンズ
- ドナルド・ソボル
- マーガレット・トルーマン

オーストリア
- ヨハネス・マリオ・ジンメル

## 1925年生
日本
- 菊村到
- 胡桃沢耕史

アメリカ
- エルモア・レナード

イタリア
- レナート・オリヴィエリ
- アンドレア・カミッレーリ
- ルドヴィコ・デンティーチェ

## 1926年生
アメリカ
- エド・マクベイン
- リチャード・マシスン

イギリス
- アンソニー・シェーファー
- ピーター・シェーファー
- マイケル・ボンド

スウェーデン
- ペール・ヴァールー

## 1927年生
日本
- 木谷恭介
- 辻蟻郎
- 結城昌治

アメリカ
- ランドル・ギャレット
- メアリ・H・クラーク
- ヘンリー・スレッサー
- ジェイムズ・ヤッフェ

イギリス
- ピーター・ディキンスン

## 1928年生
日本
- 梶龍雄
- 加納一朗
- 佐野洋
- 仁木悦子
- 福本和也
- 宮田亜佐

アメリカ
- ケイト・ウィルヘルム
- スティーヴン・マーロウ

イギリス
- R・D・ウィングフィールド

フランス
- フレッド・カサック
- ユベール・モンテイエ

ロシア
- アナトーリィ・ベズーグロフ

## 1929年生
日本
- 太田蘭三
- 加藤公彦
- 都筑道夫
- 皆川博子

アメリカ
- アイラ・レヴィン

他の年代へ
（19世紀 - 1901 - 1910年代 - 1920年代 - 1930年代 - 1940年代 - 1950年代 - 1960年代 - 1970年代 - 1980年代 - 1990年代）